# 瓦拉市镇
瓦拉市镇（瑞典語：Vara kommun）是瑞典西部西约塔兰省的一个市镇。其治所位于瓦拉。